# Svensk mystik
Svensk mystik är en bok från 1871 av den svenske författaren Per Gustaf Berg. Enligt undertiteln innehåller den "anekdoter och historier om alkemister, astrologer och mystici, syner, uppenbarelser, trolldom, spökhistorier, spådomar, drömmar, vidskepliga seder och bruk, Nemesis Divina samt andra underbara tilldragelser". Författaren var bokhandlare och Svensk mystik är den mest framgångsrika av hans egna böcker. År 1981 gavs den ut i en nyutgåva.

## Innehåll
1. Mystici
2. Syner och uppenbarelser
3. Trolldom
4. Trollväsenden
5. Spökhistorier
6. Spådomar
7. Drömmar
8. Astrologi
9. Alkemister
10. Vidskepliga seder och bruk
11. Personer, som förutsagt sin död
12. Skendöda och lefvande begrafna
13. Bemärkelsedagar
14. Amuletter
15. Nemesis divina